# Marv Albert
Pour les articles homonymes, voir Albert.
Marv Albert, né le 12 juin 1941 à New York, aux États-Unis, est un commentateur sportif américain. De 1967 à 2004, il est connu comme étant « la voix » des Knicks de New York.

## Biographie
Marvin Philip Aufrichtig naît le 12 juin 1941 à Brooklyn. Il commence sa carrière de commentateur sportif avec pour mentor Marty Glickman.
Il a reçu plusieurs distinctions, dont un Curt Gowdy Media Award en 1997, décerné par le Basketball Hall of Fame.
Il prend sa retraite en juillet 2021 après 55 ans de carrière.